# Abbaye de Langheim
L'abbaye de Langheim est une ancienne abbaye cistercienne à Lichtenfels, dans le Land de Bavière, dans l'archidiocèse de Bamberg.

## Biographie
L'abbaye de Langheim est fondée en 1132 en filiation avec l'abbaye d'Ebrach. Les donateurs semblent être trois ministériels, avec à l'initiative l'évêque Othon de Bamberg. Le monastère devient plus riche grâce aux dons de terres, notamment dans le comté d'Andechs. Vers 1380, il connaît des difficultés économiques qui le conduisent à en vendre une partie à l'évêché de Bamberg. Les efforts pour redevenir indépendant échouent ; en 1741, ces efforts sont abandonnés lors du changement de situation politique.
Entre 1680 et 1792, durant la recatholisation (de) de la Bavière, les abbés de Langheim en font un monument baroque. De même, les possessions non loin sont modernisées comme au château de Tambach (de), l'amtshof de Kulmbach (par Leonhard Dientzenhofer), le berghof de Trieb. L'architecte Johann Balthasar Neumann dessine la basilique de Vierzehnheiligen au nom de l'abbaye de Langheim.
En 1802, un grand incendie détruit une partie du monastère, une des deux bibliothèques et endommage gravement l'église abbatiale et d'autres bâtiments. Elle est dissoute l'année suivante au moment de la sécularisation. L'église et ces bâtiments sont démolis.

## Abbés

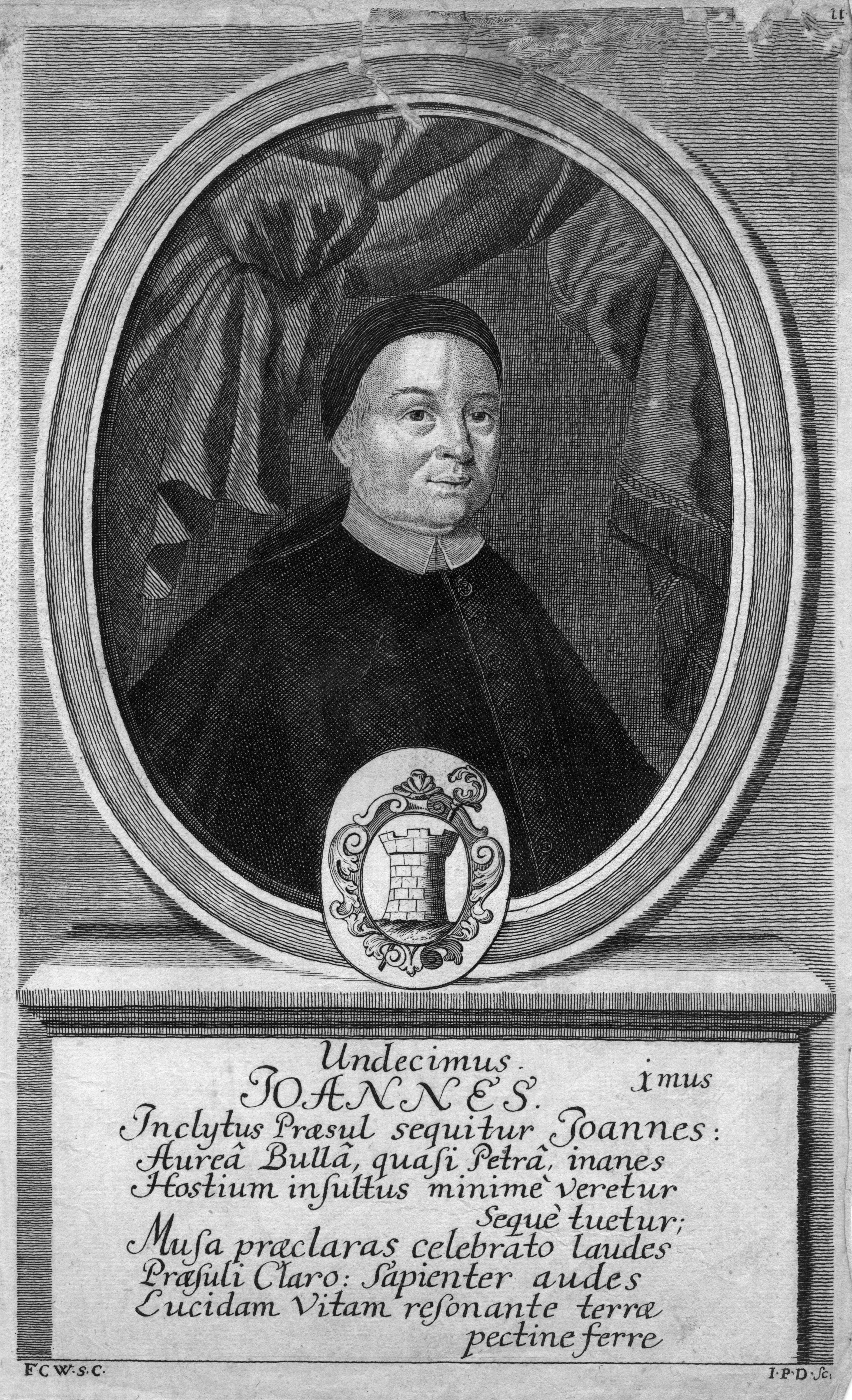
Joannes I, 11e abbé de Langheim
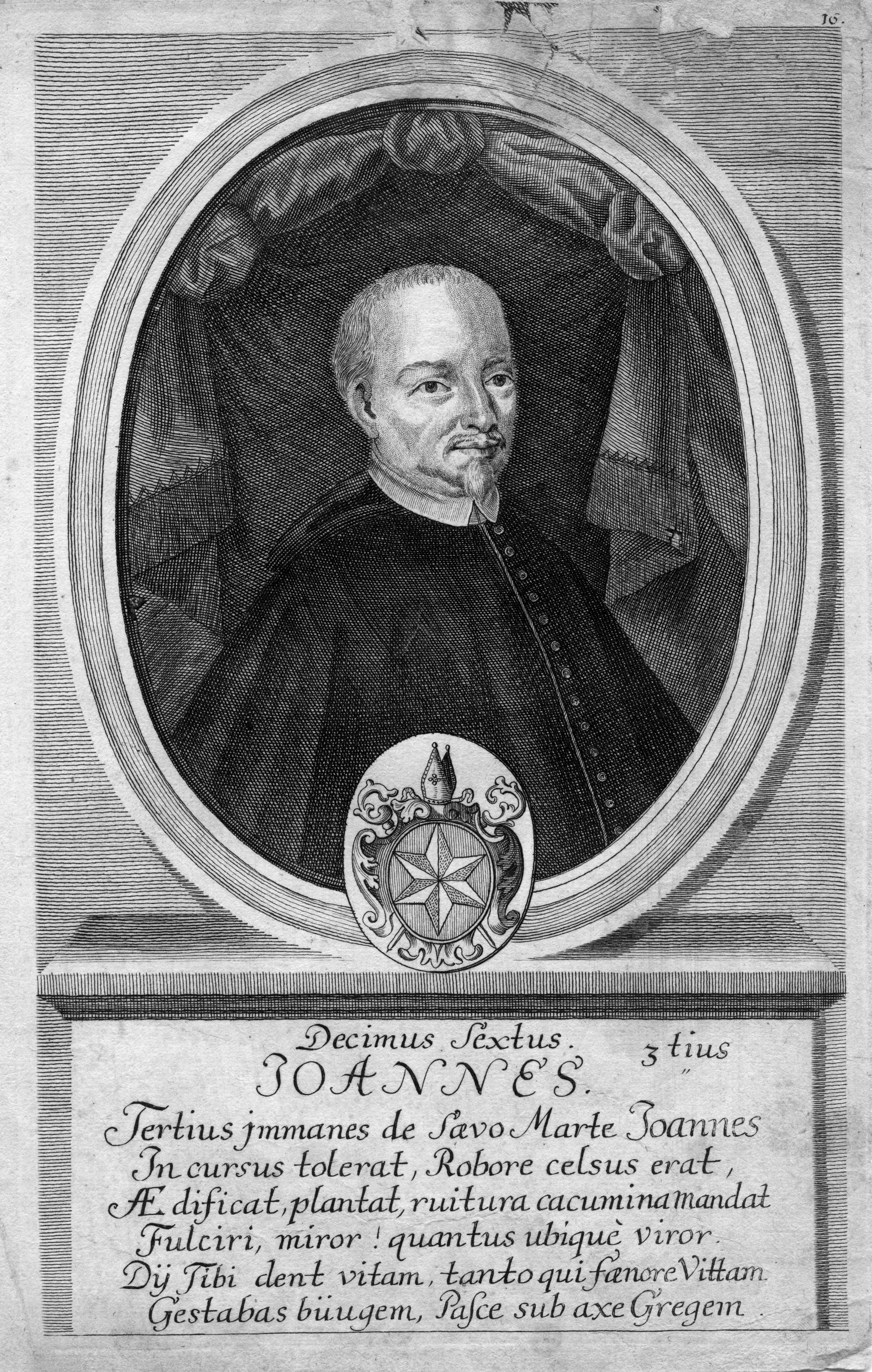
Johann Schad, 16e abbé de Langheim, de 1476 à 1494
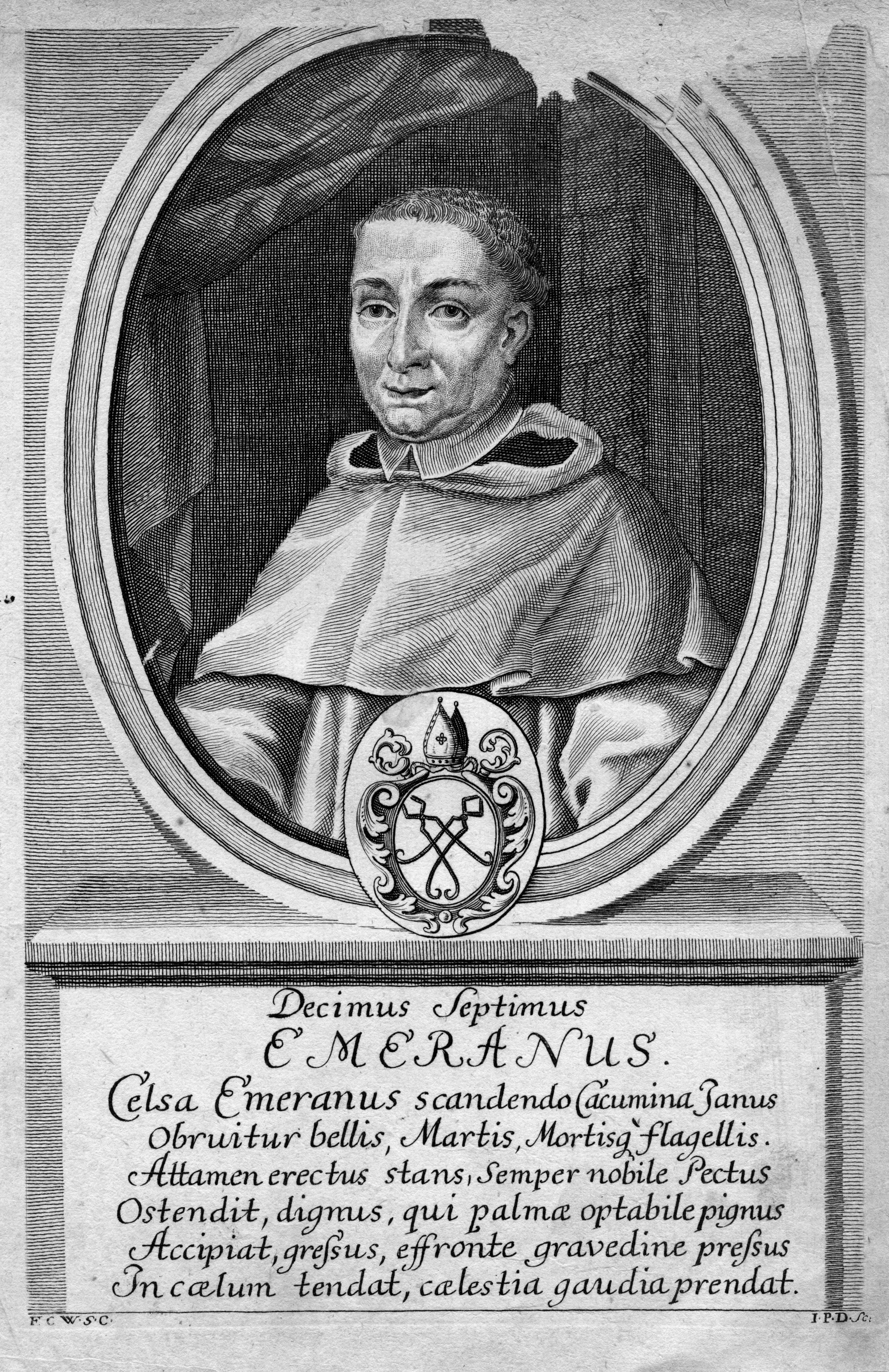
Emmeram Teuchler, 17e abbé de Langheim, de 1494 à 1510
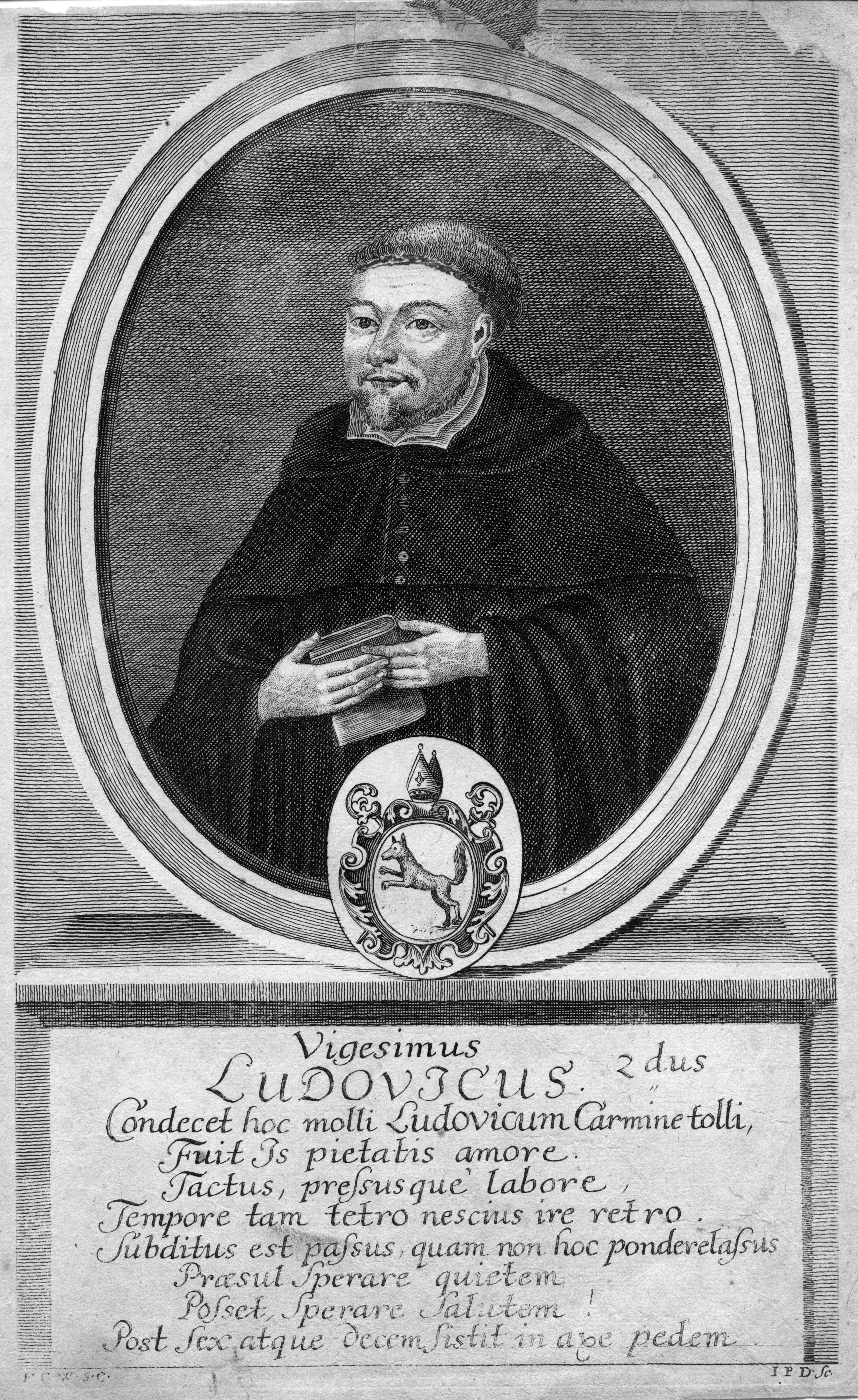
Ludwig Fuchs, 20e abbé de Langheim, de 1562 à 1572
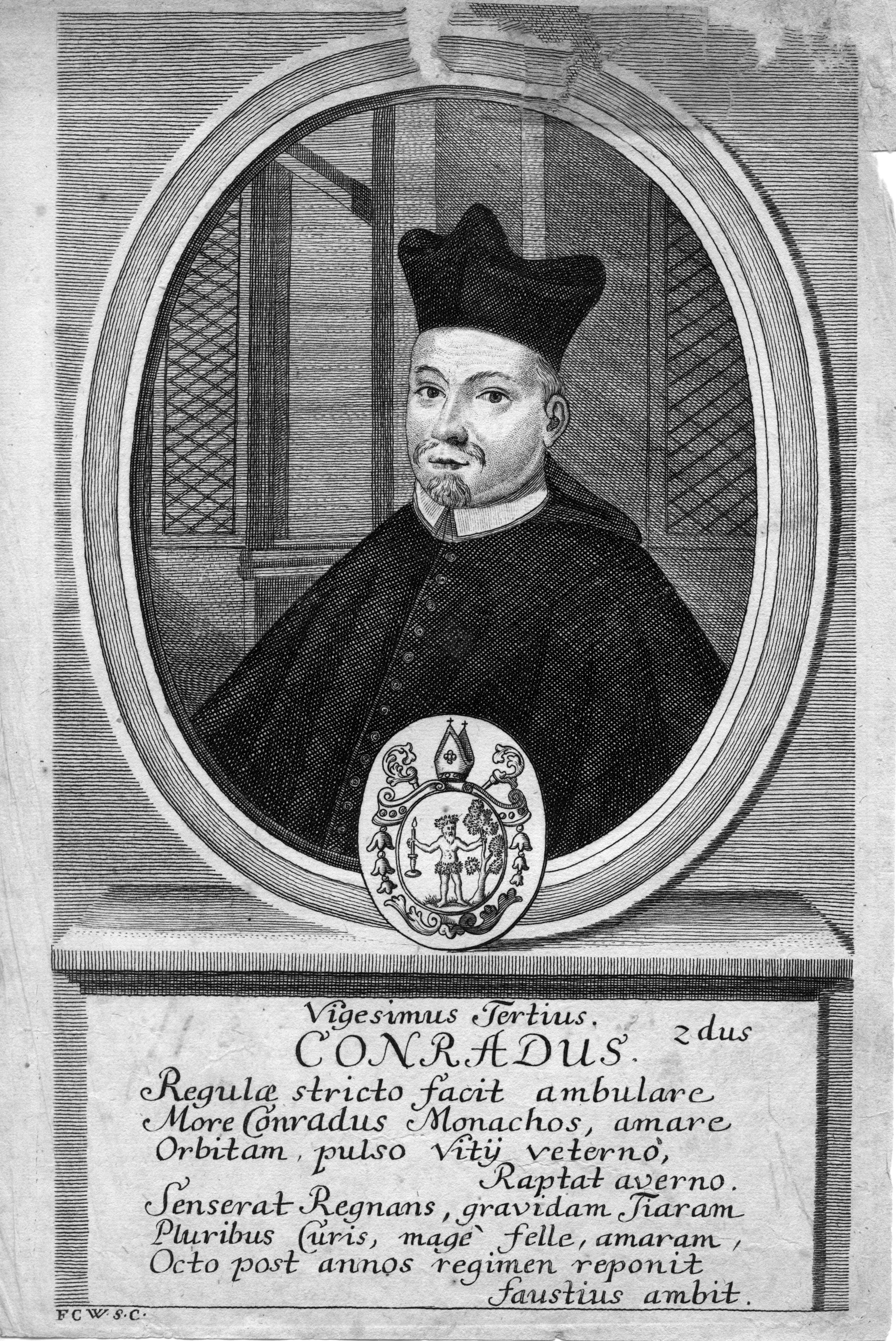
Konrad Holzmann, 23e abbé de Langheim, de 1584 à 1592
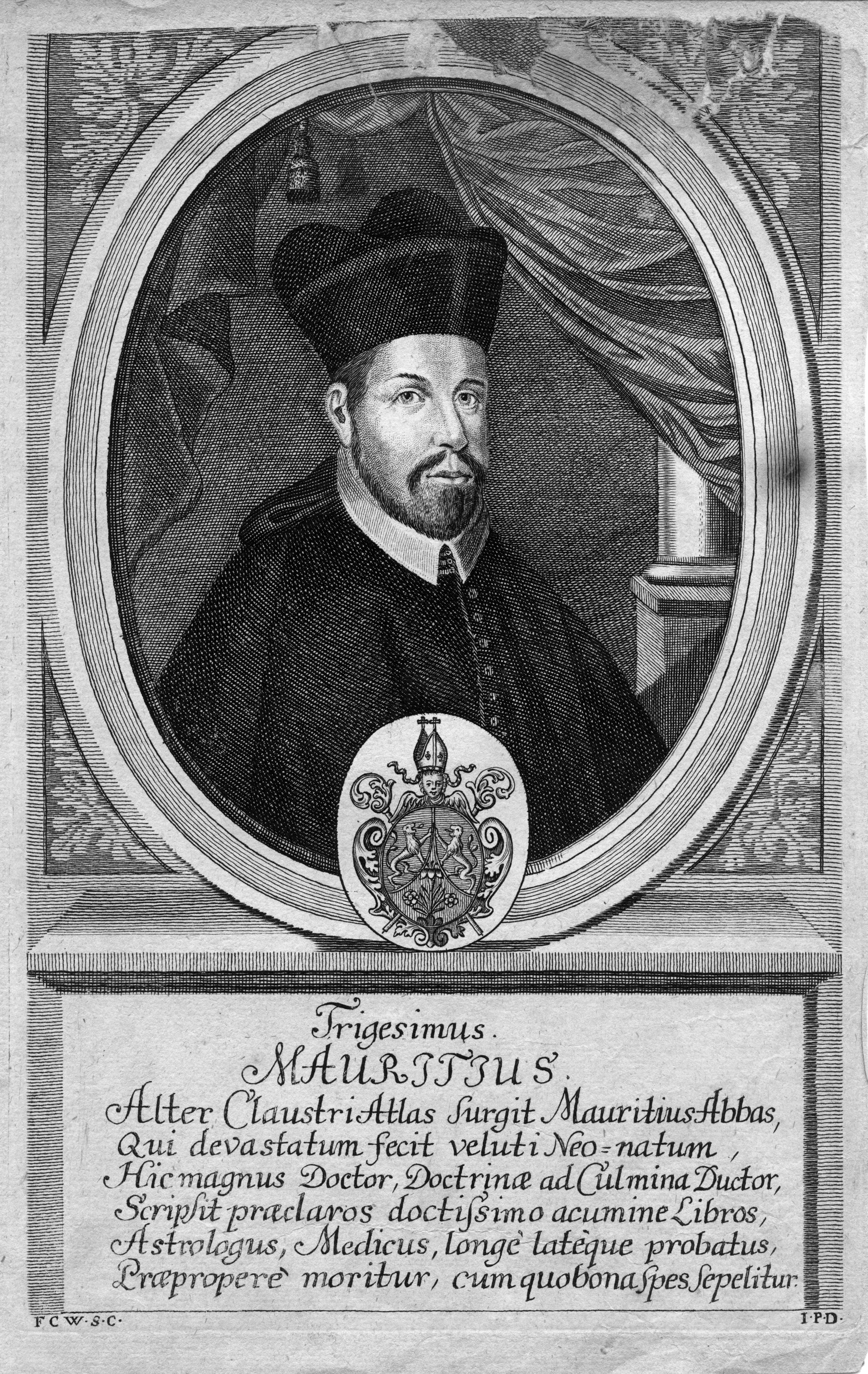
Mauritius Knauer, 30e abbé de Langheim, de 1649 à 1664
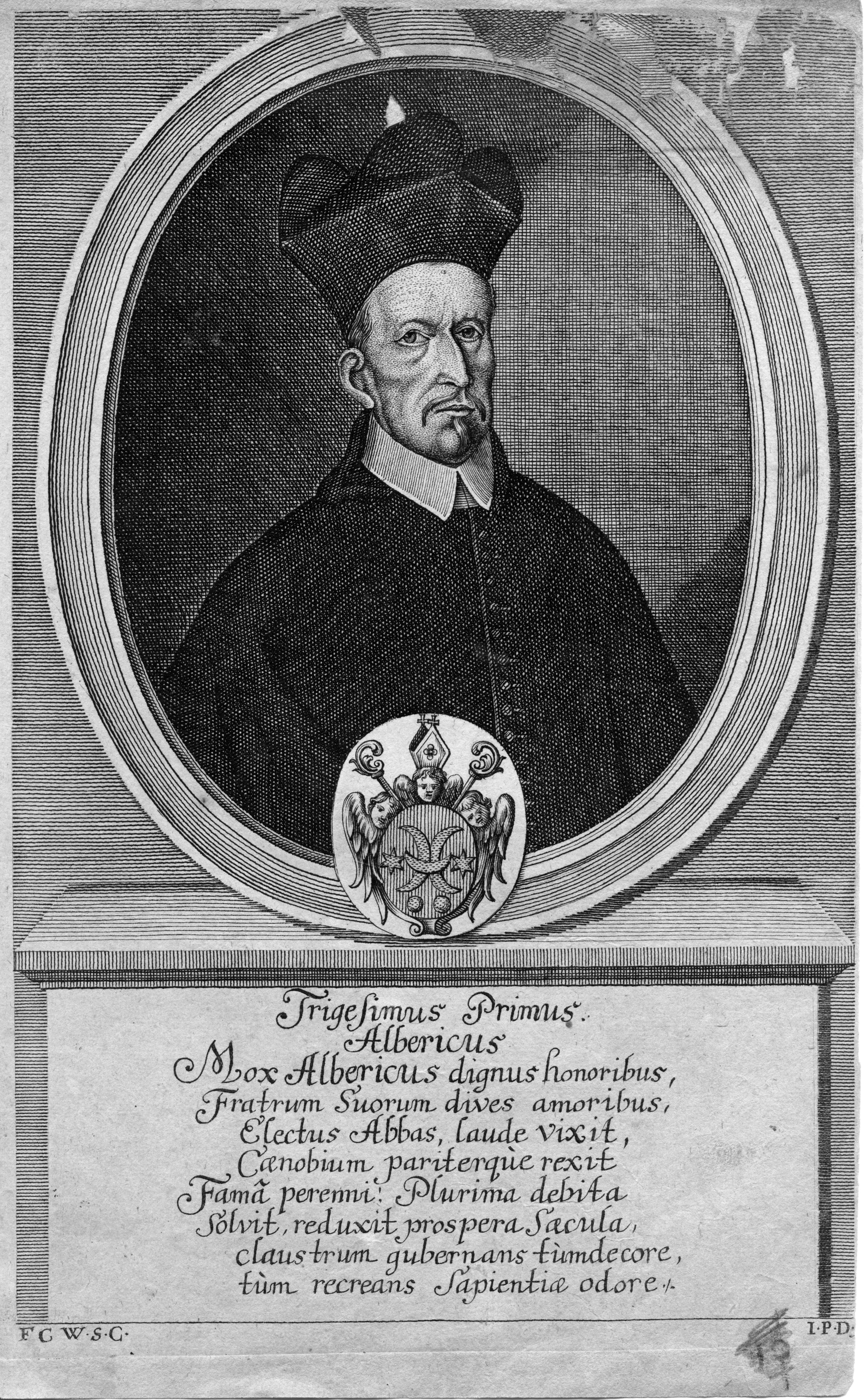
Alberich Semmelmann, 31e abbé de Langheim, de 1664 à 1677